# Raphaels Bank
A R. Raphael & Sons plc, negociada como Raphaels Bank, é um pequeno banco independente sediado no Reino Unido que fornece serviços de cartão de crédito e pré-pagos, produtos de poupança pessoal, crédito ao consumidor e uma rede multibanco de moedas.
Foi fundada em 1787 pelo holandês Raphael Raphael, que se mudou para Londres no início das guerras napoleônicas. O banco era de propriedade da família Raphaels até 1983 e pertence à Lenlyn Holdings plc desde 2004.
No início de 2016, tornou-se público o plano de que o PayPal usasse o Raphael Bank para oferecer serviços de pagamento móvel na Alemanha e na Itália, integrando-se à carteira Vodafone. Em abril de 2017, a Vodafone Alemanha anunciou a disponibilidade do PayPal na Vodafone Wallet, referindo-se à R Raphael & Sons plc como fornecedor e licenciada pela Visa.
Em março de 2019, foi noticiado na imprensa que o Raphaels Bank seria fechado em breve após não atrair um comprador. A acionista, Lenlyn Holdings, estava tentando vendê-lo desde 2015. A carteira de empréstimos para automóveis foi vendida ao Paragon Bank em 2018 e o negócio de cartões pré-pagos foi fechado. O banco comentou que, embora gradualmente se retirassem de outras atividades de empréstimo, continuaram a manter os serviços existentes.

## História
A R Raphael & Sons foi fundada pelo holandês Raphael Raphael, em 1787. Raphael acumulou uma riqueza considerável durante as guerras napoleônicas e mais tarde diversificou o negócio para incluir corretagem de ações, bancos estrangeiros e corretagem de ouro.
Gerações sucessivas da família Raphael entraram em questões de compartilhamento público, levantando empréstimos para governos europeus e transações em estoques ferroviários americanos na Europa. Em 1890, o Raphael's foi um dos principais contribuintes do fundo do Banco da Inglaterra para resgatar o Barings Bank.
A família Raphael finalmente rompeu os vínculos com o banco em 1983. Desde 2004, o banco é uma subsidiária da Lenlyn Holdings. O banco está localizado em Piccadilly, Londres, e no Walton Lodge, em Walton, Aylesbury, um edifício listado como grau II, parte do Walton Terrace.
Em 2014, o banco teve um problema com as transferências entre empresas que resultaram em uma rara multa da Autoridade de Regulação Prudencial do Reino Unido.
Em maio de 2019, o Banco da Inglaterra e a Autoridade de Conduta Financeira do Reino Unido multaram o banco em 1,89 milhões de libras esterlinas porque não supervisionaram adequadamente as empresas para as quais terceirizou grande parte de suas operações. Isso resultou em milhares de seus clientes sendo incapazes de usar seus cartões de pagamento na véspera de Natal em 2015.